# Нова-Загора
Но́ва-Заго́ра (болг. Нова Загора) — город в Болгарии. В некоторых дореволюционных русскоязычных источниках город упоминается также под названиями Иени-Загра, Ени-Зара и Ени-Загра. Находится в Сливенской области, входит в общину Нова-Загора. Население составляет 22 096 человек (2022).

## История
В военной истории город стал известен после сражения 18(30) июля 1877 года между частями русской императорской армии под командованием генерала И. В. Гурко и отрядами османской армии под началом Реуф-паши произошедшего здесь в ходе Русско-турецкой войны 1877—1878 гг.

## Население
| Год  | Население |
| ---- | --------- |
| 1985 | 25 275    |
| 1992 | 26 260    |
| 2000 | 26 388    |
| 2005 | 24 276    |
| 2010 | 23 625    |

## Политическая ситуация
Кмет (мэр) общины Нова-Загора — Николай Георгиев Грозев (Граждане за европейское развитие Болгарии (ГЕРБ)) по результатам выборов в правление общины.

## Уроженцы
- Желева, Румяна Русева, экс-министр иностранных дел
- Паскалева, Цветана, журналистка, режиссёр документальных фильмов

## Археология
Близ Нова-Загоры на неолитическом поселении на берегу реки археологами из Национального исторического музея в Софии и Сливенского регионального исторического музея в октябре 2017 года была обнаружена керамическая плитка 6-го тысячелетия до нашей эры с, возможно, самой старой в мире доалфавитной письменностью. Надпись, возможно, содержит информацию о ритуальном календаре, имеющую отношение к сельскохозяйственным циклам жизни.